# Jitrocel větší
Jitrocel větší (Plantago major) je vytrvalá plevelná bylina, která se vyskytuje převážně na neobdělávané půdě. Je jedním z více než deseti druhů rodu jitrocel, které v České republice vyrůstají.

## Výskyt
Druh je původní v Evropě a střední í severní Asii, odtud byl prakticky zavlečen do mírného podnebného pásma celého světa. Do Ameriky se rozšířil až s příchodem prvních Evropanů.
V Česku je jitrocel větší jeden z nejhojnějších zástupců celé rodu, roste od nížin až po horské oblasti. Nejčastěji se objevuje na nezemědělské půdě a jen zřídka na zemědělské, tam hlavně ve víceletých pícninách a v trávních porostech. Vyskytuje na vlhkých, písčitých nebo hlinitých půdách které jsou dobře zásobeny dusíkem, nevadí mu však ani půdy utužené. Je zcela běžnou rostlinou podél cest, na chodnících, rumištích, skládkách odpadů i na hřištích, velmi dobře snáší sešlapávání. Nejlépe mu prospívá plné slunce, snáší i polostín.

## Popis
Jedná se o vytrvalou rostlinu s výškou mezi 10 až 30 cm, někde až 70 cm. Z krátkého kořene který navazuje na nedlouhý oddenek raší v polovině jara jedna nebo několik hustých listových růžic o průměru 5 až 30 cm. Spirálovitě uspořádaných listů je v růžici pět až dvacet. Bývají vzpřímené nebo poléhavé, velké 5 až 30 × 3 až 10 cm a mají řapík s pochvou stejně dlouhý nebo kratší než listová čepel. Ta je vejčitá až eliptická, na bázi srdčitá, klínovitá nebo uťatá a zúžená do řapíku, na vrcholu zaoblená neb tupě špičatá, celokrajná nebo částečně oddáleně zubatá a má tři až devět žilek. Bývá lysá a je zbarvená zeleně, šedě zeleně či načervenale.
Z paždí listu ve středu růžice roste vztyčený nebo vystoupavý stvol, někdy vespod chlupatý, který je stejně dlouhý nebo delší než listy. Je oblý, občas rýhovaný a na konci vyrůstá válcovitý, směrem vzhůru se zužující hustý klas. Drobné, oboupohlavné, pravidelné, přisedlé, čtyřčetné, srostloplátečné květy s krátkými široce vejčitými listeny jsou zelenobílé nebo zelenožluté barvy. Zelený kalich je hluboce členěný v lístky asi 2 mm dlouhé. Koruna je tvořena žlutobílou srostlou trubku 2 mm dlouhou s navazujícími obdobně dlouhými hnědavými laloky vejčitého tvaru. Čtyři z koruny vyčnívající žlutobílé tyčinky s bílými nitkami nesou světle fialové prašníky. Svrchní semeník je srostlý ze dvou plodolistů a má pestík s čnělkou a bliznou čnící z koruny. Květy jsou opylovány větrem nebo létajícím hmyzem, chlupaté blizny dozrávají o něco dříve před zralostí vlastního pylu, druh je částečně samosprašný.
Plody jsou 2 až 4 mm dlouhé vejčité, pukavé, dvoupouzdré tobolky. Jsou suchoblanité, světle hnědé nebo nafialovělé barvy, mají kuželovitá nebo válcovitá víčka s patrnou oddělovací štěrbinou. Obsahují obvykle 6 až 15 semen která jsou v obryse úzce vejčitá až nepravidelně hranatá. Bývají dlouhá 1 až 2 mm, zbarvená jsou světle až tmavě hnědě a na osemení mají drobné jamky uspořádané v řadách. Ploidie druhu je 2n = 12.

## Rozmnožování
Jitrocel větší se rozmnožuje jen semeny. Rostliny kvetou od června do pozdního podzimu a z klasu jedné rostliny se získá až několik tisíc semen. Ta jsou schopná vyklíčit brzy po uzrání. Nejspolehlivěji klíčí za světla, tj. přímo z povrchu půdy. V půdě vydrží semena životaschopná i po dobu 10 let.
Semena pozřená zvířaty projdou jeho zažívacím traktem nepoškozená a proto se šíří i statkovými hnojivy. Občas bývají semena příměsí osiva travin a jetelovin a dostanou se tak do zcela nových míst. Ve vlhku semena slizovatí a snadno se lepí na peří či chlupy zvířat, stejně jako na projíždějící techniku nebo lidi.

## Význam
Je považován za plevelnou rostlinu s nízkým hospodářským významem. Na orné půdě je vzhledem k pomalejšímu růstu jen málo konkurenceschopným. Úporným plevelem bývá v trávnících, kde může zcela vytěsnit kulturní porost.
Jitrocel větší je v lidovém léčitelství považován za léčivou rostlinu, má obdobné vlastnosti jako jitrocel kopinatý. Nejčastěji se používá čerstvých listů k obkladům při popáleninách, puchýřích a po bodnutí hmyzem kdy se využívá chladivých a antiseptických účinků. Výluh nebo čaj ze sušené drogy se užívá pro snížení hladiny krevního cukru a k uvolnění hlenu a usnadnění odkašlávání. Semena obsahují hodně sliz i vlákniny a v rostlině je hodně beta karotenu, vitamínu C a vápníku.
Celá rostlina je jedlá ve stavu syrovém i vařeném, obzvláště mladé rostliny, starší jsou již houževnatější a obsahují více tříslovin. Semena jsou dobrým krmivem pro doma chované exotické i volně žijící ptáky. Píce kontaminována větším množstvím jitrocele je hořká a dobytek ji nerad přijímá. Pyl je významným alergenem.

## Taxonomie
V ČR vyrůstá jitrocel větší ve dvou poddruzích:
- jitrocel větší pravý (Plantago major L. subsp. major)
- jitrocel větší slaniskový (Plantago major L. subsp. winteri) (Wirtg.) W. Ludw.

Nominátní poddruh jitrocel větší pravý má listy i stvoly vzpřímené, stvoly jsou na bázi holé. Listy mívají 5 až 9 žilek a jejich čepel bývá celokrajná nebo má jen několik plytkých zoubků a na bázi je srdčitá, uťatá a náhle zúžená do řapíku. Tobolka jsou úzce vejčitá, víčka má kuželovitá a oddělovací štěrbina je dobře patrná. V tobolce bývá 6 až 9 semen.
Jitrocel větší slaniskový má listy i stvoly vystoupavé, stvoly jsou na bázi chlupaté. Listy mívají 3 až 5 žilek a jejich čepel má na okraji několik nepravidelně vzdálených zubů a na bázi je klínovitá a postupně zúžená do řapíku. Tobolka je široce vejčitá, horní víčko má tupě kuželovité a spodní válcovité a oddělovací štěrbina je sotva patrná. V tobolce bývá 8 až 15 semen. Poddruh je vázán na místa s vysokým obsahem soli v půdě, často vyrůstá okolo cest v zimním období solených.

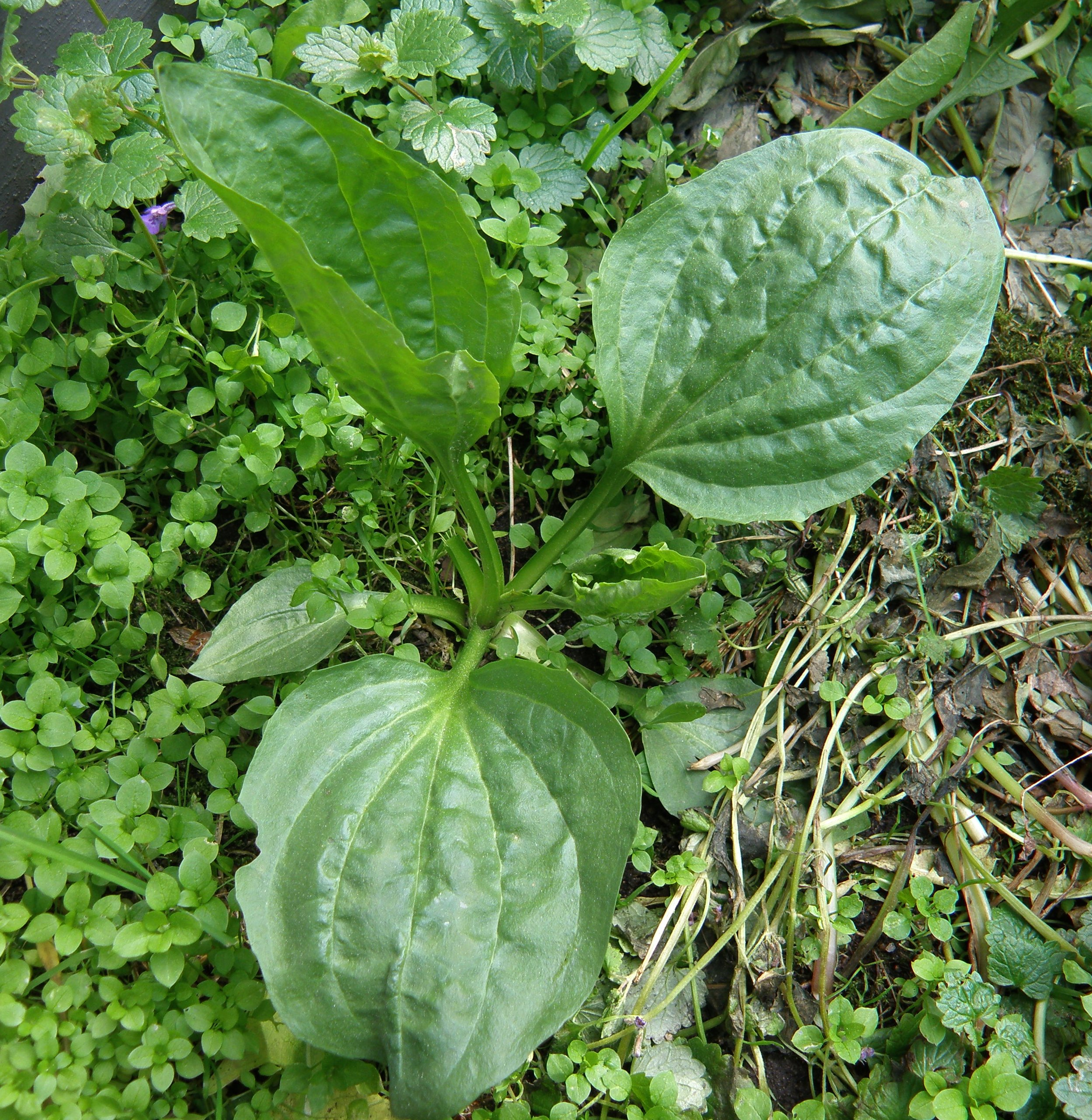
Listy
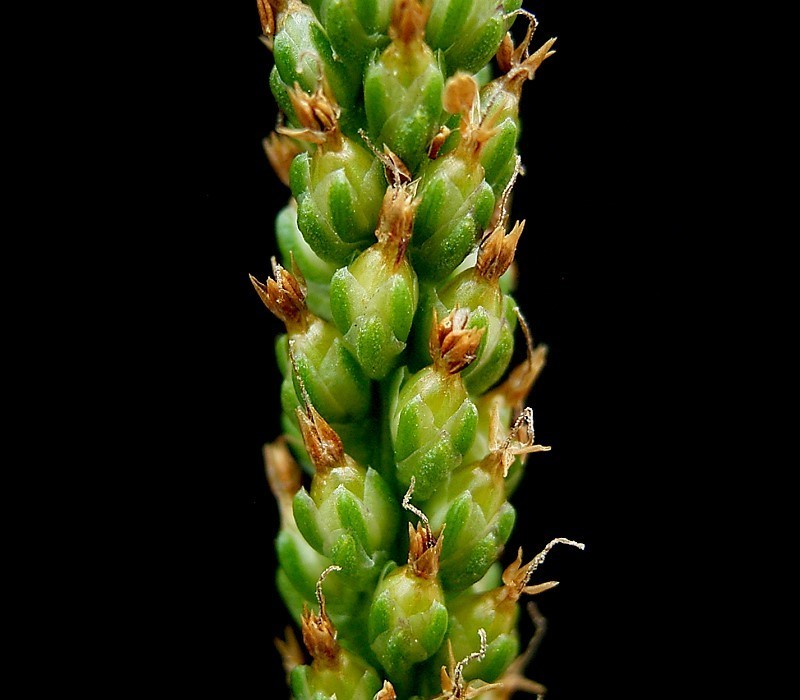
Nakvétající květenství
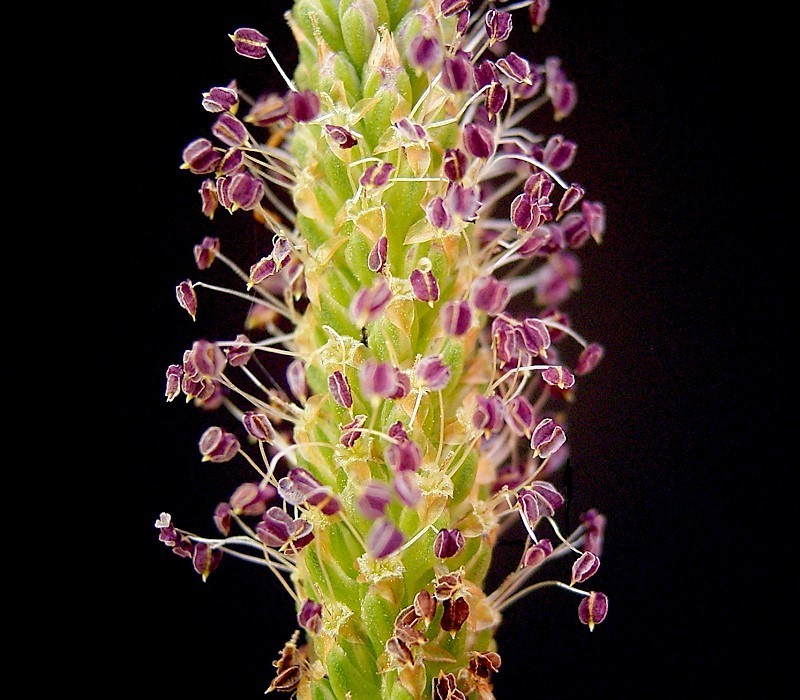
Kvetoucí květenství
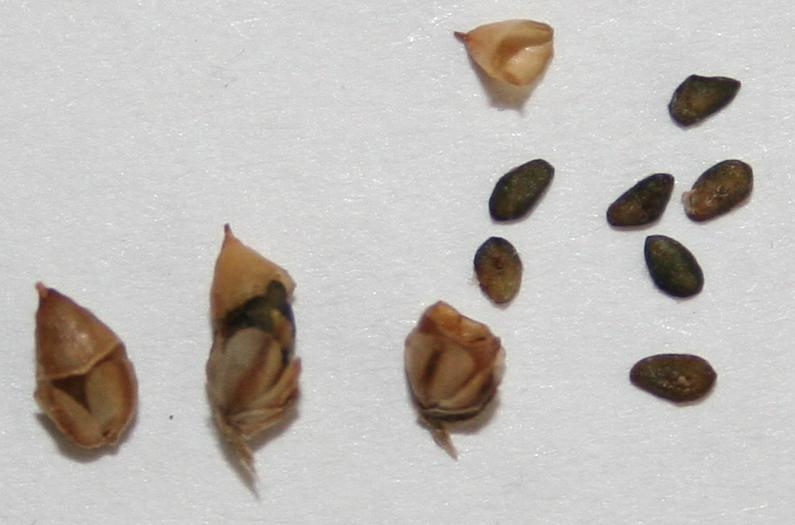
Tobolky a semena